# Arcene
Arcene je italská obec v provincii Bergamo v Lombardii. Nachází se asi 35 kilometrů severovýchodně od Milána a asi 14 kilometrů jihozápadně od města Bergamo. K 31. prosinci 2004 v obci žilo 4 529 obyvatel, k 31. prosinci roku 2022 4 815 obyvatel. Rozloha obce je 4,2 km².
Arcene sousedí s obcemi: Castel Rozzone, Ciserano, Lurano, Pognano, Pontirolo Nuovo, Treviglio a Verdello.